# San Diego de las Pitahayas
San Diego de las Pitahayas är en ort i Mexiko.   Den ligger i kommunen Xichú och delstaten Guanajuato, i den centrala delen av landet, 220 km norr om huvudstaden Mexico City. San Diego de las Pitahayas ligger 1 049 meter över havet och antalet invånare är 307.
Terrängen runt San Diego de las Pitahayas är kuperad åt nordväst, men åt sydost är den bergig. San Diego de las Pitahayas ligger nere i en dal. Runt San Diego de las Pitahayas är det glesbefolkat, med 14 invånare per kvadratkilometer. Närmaste större samhälle är Xichú, 9,6 km väster om San Diego de las Pitahayas. I omgivningarna runt San Diego de las Pitahayas växer huvudsakligen savannskog.